# Élections régionales de 2009 en Brandebourg
Les élections régionales de 2009 en Brandebourg (en allemand : Landtagswahl in Brandenburg 2009) se tiennent le 27 septembre 2009, afin d'élire les 88 députés de la 5e législature du Landtag, pour un mandat de cinq ans.
Le scrutin est marqué par la victoire du Parti social-démocrate d'Allemagne, au pouvoir depuis 1990, dont la majorité relative s'érode légèrement. Le ministre-président Matthias Platzeck assure sa reconduction en formant une « coalition rouge-rouge » avec Die Linke.

## Contexte
Aux élections régionales du 19 septembre 2004, le ministre-président social-démocrate Matthias Platzeck maintient le SPD comme première force régionale, malgré un recul de sept points. 
Sa partenaire de coalition, l'Union chrétienne-démocrate d'Allemagne (CDU), connaît une chute similaire et cède sa place de deuxième parti du Land au Parti du socialisme démocratique (PDS), devenu Die Linke trois ans plus tard. En outre, le parti d'extrême droite de l'Union populaire allemande (DVU) créée l'événement en entrant au Landtag avec 6 % des suffrages exprimés.
Le SPD et la CDU s'accordent alors pour reconduire la « grande coalition » qu'ils formaient depuis cinq ans.
En novembre 2005, Platzeck est choisi pour remplacer Franz Müntefering comme président fédéral du Parti social-démocrate. Il démissionne au bout de six mois du fait d'importants problèmes de santé. Au mois de janvier 2007, le président régional de l'Union chrétienne-démocrate depuis 1998 et ministre de l'Intérieur Jörg Schönbohm renonce à se représenter lors du congrès du parti. Il est donc remplacé par le ministre de l'Économie Ulrich Junghanns. Ce dernier renonce toutefois en octobre 2008 pour assumer le mauvais résultat des élections municipales. La ministre de la Recherche Johanna Wanka lui succède.

## Mode de scrutin
Le Landtag est constitué de 88 députés (en allemand : Mitglied des Landtags, MdL), élus pour une législature de cinq ans au suffrage universel direct et suivant le scrutin proportionnel de Hare/Niemayer.
Chaque électeur dispose de deux voix : la première (en allemand : Wahlkreisstimme) lui permet de voter pour un candidat de sa circonscription selon les modalités du scrutin uninominal majoritaire à un tour, le Land comptant un total de 44 circonscriptions ; la seconde voix (en allemand : Landesstimme) lui permet de voter en faveur d'une liste de candidats présentée par un parti au niveau du Land.
Lors du dépouillement, l'intégralité des 88 sièges est répartie à la proportionnelle sur la base des secondes voix uniquement, à condition qu'un parti ait remporté 5 % des voix au niveau du Land — sauf le parti représentant la minorité sorabe — ou un mandat au scrutin uninominal. Si un parti a remporté des mandats au scrutin uninominal, ses sièges sont d'abord pourvus par ceux-ci.
Dans le cas où un parti obtient plus de mandats au scrutin uninominal que la proportionnelle ne lui en attribue, la taille du Landtag est augmentée jusqu'à rétablir la proportionnalité.

## Campagne

### Principaux partis
| Parti | Parti                                                                              | Chef de file                             | Résultat en 2004           |
| ----- | ---------------------------------------------------------------------------------- | ---------------------------------------- | -------------------------- |
|       | Parti social-démocrate d'Allemagne Sozialdemokratische Partei Deutschlands         | Matthias Platzeck (Ministre-président)   | 31,9 % des voix 33 députés |
|       | Die Linke                                                                          | Kerstin Kaiser                           | 28,0 % des voix 29 députés |
|       | Union chrétienne-démocrate d'Allemagne Christlich Demokratische Union Deutschlands | Johanna Wanka (Ministre de la Recherche) | 19,4 % des voix 20 députés |
|       | Union populaire allemande Deutsche Volksunion                                      | Liane Hesselbarth                        | 6,1 % des voix 6 députés   |
|       | Alliance 90 / Les Verts Bündnis 90/Die Grünen                                      | Axel Vogel                               | 3,6 % des voix 0 député    |
|       | Parti libéral-démocrate Freie Demokratische Partei                                 | Hans-Peter Goetz                         | 3,3 % des voix 0 député    |

### Sondages
| Institut                | Date       | CDU    | SPD    | Grünen | FDP   | Linke  |
| ----------------------- | ---------- | ------ | ------ | ------ | ----- | ------ |
| Institut                | Date       |        |        |        |       |        |
| Forschungsgruppe Wahlen | 18/09/2009 | 22 %   | 32 %   | 5 %    | 7 %   | 27 %   |
| Infratest               | 16/09/2009 | 21 %   | 34 %   | 4 %    | 7 %   | 28 %   |
| Infratest               | 09/09/2009 | 22 %   | 31 %   | 4 %    | 7 %   | 28 %   |
| Infratest               | 12/05/2009 | 22 %   | 34 %   | 5 %    | 6 %   | 27 %   |
| GESS                    | 03/04/2009 | 21 %   | 34 %   | 5 %    | 7 %   | 25 %   |
| Infratest               | 05/03/2009 | 22 %   | 35 %   | 5 %    | 6 %   | 26 %   |
| Dernières élections     | 19/09/2004 | 19,4 % | 31,9 % | 3,6 %  | 3,3 % | 28,0 % |

## Résultats

### Voix et sièges
|                                   | Parti social-démocrate d'Allemagne (SPD)     | Parti social-démocrate d'Allemagne (SPD)     | 417 701   | 30,27 | 19        | 2             | 458 840   | 33,04 | 12 | 31 | 2             |  |  |  |
|                                   | Die Linke (Linke)                            | Die Linke (Linke)                            | 406 973   | 29,49 | 21        | 2             | 377 112   | 27,16 | 5  | 26 | 3             |  |  |  |
|                                   | Union chrétienne-démocrate d'Allemagne (CDU) | Union chrétienne-démocrate d'Allemagne (CDU) | 307 685   | 22,30 | 4         | en stagnation | 274 825   | 19,79 | 15 | 19 | 1             |  |  |  |
|                                   | Parti libéral-démocrate (FDP)                | Parti libéral-démocrate (FDP)                | 87 268    | 6,32  | 0         | en stagnation | 100 123   | 7,21  | 7  | 7  | 7             |  |  |  |
|                                   | Alliance 90 / Les Verts (Grünen)             | Alliance 90 / Les Verts (Grünen)             | 81 066    | 5,87  | 0         | en stagnation | 78 550    | 5,67  | 5  | 5  | 5             |  |  |  |
|                                   | Union populaire allemande (DVU)              | Union populaire allemande (DVU)              | 0         | 0,00  | 0         | en stagnation | 15 903    | 1,5   | 0  | 0  | 6             |  |  |  |
|                                   | Autres                                       | Autres                                       | 79 163    | 5,74  | 0         | en stagnation | 83 369    | 6,00  | 0  | 0  | en stagnation |  |  |  |
|                                   |                                              |                                              |           |       |           |               |           |       |    |    |               |  |  |  |
| Votes valides                     | Votes valides                                | Votes valides                                | 1 379 851 | 96,83 |           |               | 1 388 722 | 97,45 |    |    |               |  |  |  |
| Votes blancs et nuls              | Votes blancs et nuls                         | Votes blancs et nuls                         | 45 218    | 3,17  | 36 347    | 2,55          |           |       |    |    |               |  |  |  |
| Total                             | Total                                        | Total                                        | 1 425 069 | 100   | 44        | en stagnation | 1 425 069 | 100   | 44 | 88 | en stagnation |  |  |  |
| Abstentions                       | Abstentions                                  | Abstentions                                  | 701 288   | 32,98 |           |               | 701 288   | 32,98 |    |    |               |  |  |  |
| Nombre d'inscrits / participation | Nombre d'inscrits / participation            | Nombre d'inscrits / participation            | 2 126 357 | 67,02 | 2 126 357 | 67,02         |           |       |    |    |               |  |  |  |

### Analyse
Peu de changements du côté des grands partis, dans ce Land acquis au SPD depuis sa recréation en 1990.
Les formations de gauche et centre gauche maintiennent une emprise très forte en remportant plus de 65 % des voix. Les Grünen parviennent en effet de justesse à faire son retour au Landtag. Au centre droit, la progression notable du FDP ne masque pas la stabilité de la CDU, confinée au rôle de troisième force parlementaire. Après dix années sur les bancs de l'assemblée, la DVU s'effondre et son résultat fait sortir l'extrême droite de l'assemblée.

### Conséquences
Bien que la grande coalition conserve la majorité absolue au Landtag, le ministre-président Matthias Platzeck se tourne vers Die Linke. Il est investi pour un troisième mandat 6 novembre 2009 à la tête d'une « coalition rouge-rouge » dont l'assise parlementaire est alors plus large que la majorité sortante.